# دهستان دراگتنگ
دهستان دراگتنگ (به لاتین: Dragteng Gewog) یک دهستان در کشور بوتان است که در ناحیهٔ ترونگسا واقع شده‌است.